# Killing Room
Killing Room est un jeu PC du studio tchèque Alda Games. C'est un jeu de tir à la première personne de type rogue-like. Le jeu est sorti le 21 octobre 2016 sur Steam. 

## Jouabilité
Le jeu se déroule au milieu du XXIIe siècle. La pauvreté conduit de nombreuses personnes à participer à l'émission de télé-réalité Killing Room. Les gagnants recevront une importante somme d'argent. Cependant, ils doivent traverser plusieurs étages remplis de monstres créés par le laboratoire du centre de recherche Gore. Ce faisant, ils doivent rechercher la faveur des téléspectateurs qui regardent tout par l'intermédiaire de la télévision Gore.
Le joueur prend le rôle d'un des participants. Son objectif est de se frayer un chemin à travers les huit étages. Ces dernières sont générées par la procédure et le joueur ne sait jamais ce qui l'attend dans telle ou telle pièce. Le joueur doit également tenir compte des points de sympathie du public, qui peuvent décider de l'objet spécial qu'il obtiendra ou de la difficulté des ennemis. Le jeu permet également le streaming en ligne, où le joueur est décidé par le public réel,.

## Accueil
Bonusweb a donné au jeu un score de 40%. Ils ont évalué négativement le modèle économique du jeu, la faible quantité de balles, l'impossibilité de choisir un personnage et la faible quantité d'armes disponibles à tout moment pour le joueur. Un autre point de critique concerne la petite taille des chambres, qui sont également similaires. Cependant, les énigmes du jeu, le niveau de difficulté élevé et les objets du jeu ont été bien notés.
MySet a évalué positivement Killing Room. Le gameplay et la difficulté du jeu ont été évalués positivement. Les éléments de RPG, le traitement, les ennemis et les objets ont également été évalués positivement. La nécessité d'un rechargement manuel a été citée comme un point négatif. 